# روستا (داغستان)
روستا (به لاتین: Rosta) یک منطقهٔ مسکونی در روسیه است که در داغستان واقع شده‌است.